# Micralestes humilis
Micralestes humilis es una especie de peces de la familia Alestiidae en el orden de los Characiformes.

## Morfología
Los machos pueden llegar alcanzar los 10,6 cm de longitud total.

## Hábitat
Es un pez de agua dulce y de clima tropical (23 °C-27 °C).

## Distribución geográfica
Se encuentran en África.